# Kofi (album)
Kofi è un album di Donald Byrd, pubblicato dalla Blue Note Records nel 1995. Il disco fu registrato al A&R Recording Studio di New York City, New York (Stati Uniti).

## Tracce
Brani composti da Donald Byrd, tranne dove indicato
1. Kofi – 9:30 – Registrato il 16 dicembre 1969
2. Fufu – 9:45 – Registrato il 16 dicembre 1969
3. Perpetual Love – 8:00 – Registrato il 4 dicembre 1970
4. Elmina – 8:30 – Registrato il 4 dicembre 1970
5. The Loud Minority – 10:00 (Frank Foster) – Registrato il 4 dicembre 1970

## Musicisti
Brani - nr. 1 e 2
- Donald Byrd - flicorno
- William Campbell - trombone (solo nel brano: Kofi)
- Frank Foster - sassofono tenore
- Lew Tabackin - sassofono tenore, flauto
- Duke Pearson - pianoforte elettrico
- Ron Carter - contrabbasso
- Bob Cranshaw - basso elettrico (solo nel brano: Fufu)
- Airto Morreira - batteria

Brani - nr. 3, 4 e 5
- Donald Byrd - tromba
- Frank Foster - sassofono tenore
- Duke Pearson - pianoforte elettrico
- Wally Richardson - chitarra
- Ron Carter - contrabbasso
- Mickey Roker - batteria
- Airto Morreira - percussioni
- Dom Um Romao - percussioni[3]